# Ewald Vetter (Maler)

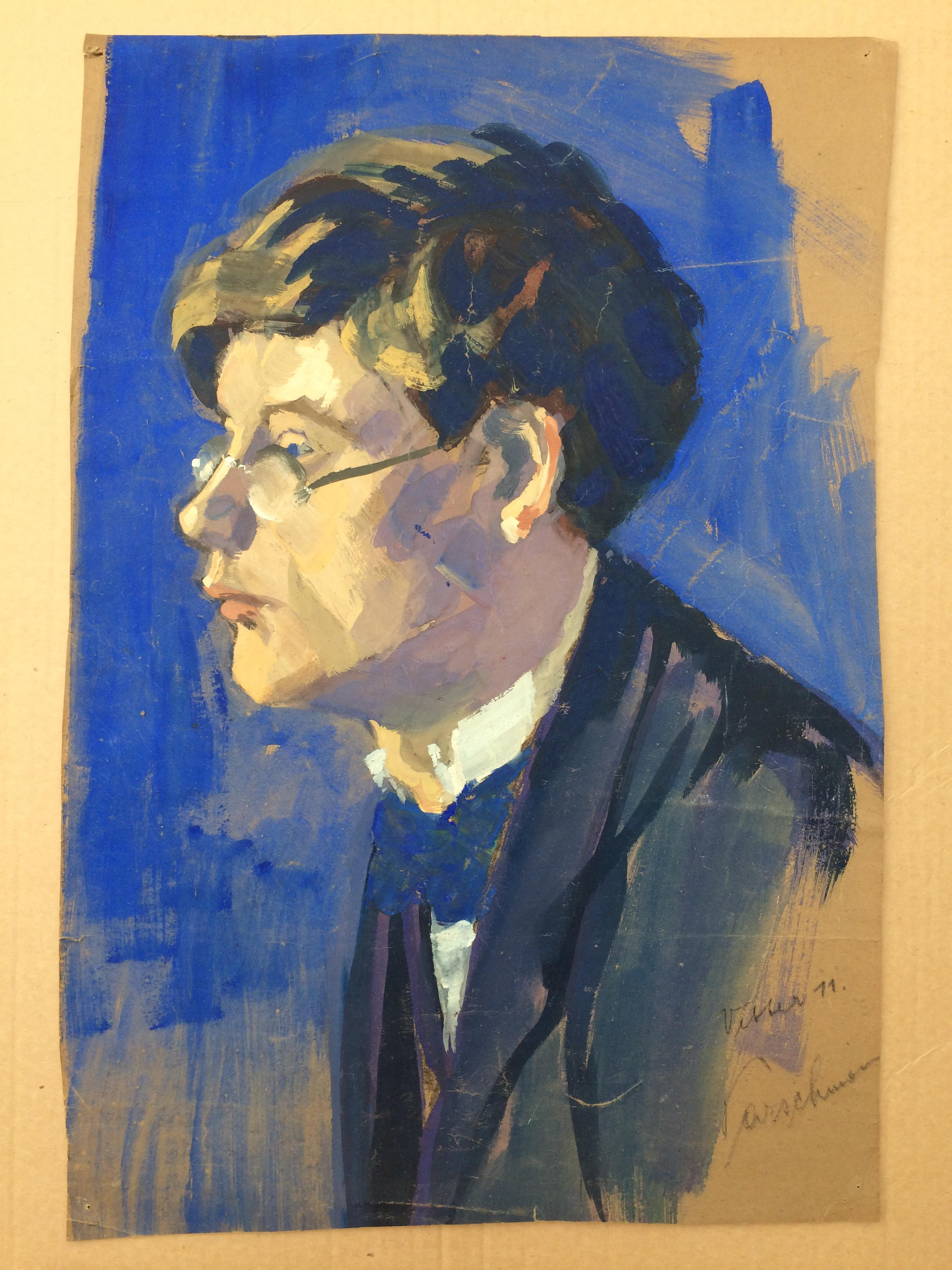
Porträt des Künstlers Ewald Vetter (von Wilhelm Parschmann)

Ewald Vetter (* 29. April 1894 in Elberfeld; † 10. Juni 1981 in Berlin) war ein deutscher Maler, Zeichner  und Graphiker.

## Leben und Werk
Ewald Vetter wuchs in einem calvinistischen Elternhaus auf. Er studierte zunächst an der Kunstgewerbeschule Barmen-Elberfeld und danach an der Akademie der Bildenden Künste München bei Hugo von Habermann. Wegen seiner Einberufung in den Ersten Weltkrieg musste er das Studium  nach einem Jahr abbrechen. Nach dem Krieg arbeitete er unter anderem als Porträtmaler. Am 10. September 1919 heiratete Vetter die Malerin und Kunstgewerblerin Lilli Terstegen. Sie lebten zunächst in Hohenaschau im Chiemgau. Aus der Ehe stammten die Töchter  Anna Maria Elise und Wera.
Vetter reiste zu Studienaufenthalten 1925 nach Italien, 1927 nach Paris und in den 1930er Jahren nach Norwegen. Er lernte Reinhold Schneider sowie Käthe Kollwitz kennen; mit ihr und Karl Kollwitz verbanden Lilli und Ewald Vetter eine tiefe Freundschaft.
1933 setzte sich Vetter zusammen mit seiner Frau gegen die Beschlagnahmung der Kunstsammlung von Eduard Fuchs durch die Nationalsozialisten ein. Fuchs musste 1933 aus politischen Gründen nach Frankreich fliehen. Vetter informierte 1933 Eberhard Hanfstaengl, den Direktor der Nationalgalerie, über die Umstände hinsichtlich der Beschlagnahmung. Seine Intervention blieb erfolglos, die Sammlung wurde versteigert.
Während des Zweiten Weltkriegs wurde Vetters Schaffen in Deutschland behindert. Während dieser Zeit befasste er sich auch mit religiösen Thematiken und schuf 1943 ein Altarbild, das 2002 in der Winterkirche der Dorfkirche Zieckau installiert wurde. Ein von ihm nach dem Ersten Weltkrieg geschaffenes mehrteiliges Altarbild wurde während der Luftangriffe auf Dresden im Jahr 1945 vernichtet. Der Versuch, mit Kunst das Leid der Menschen durch den Krieg zu mindern, verband Kollwitz und Vetter auch künstlerisch. In einem Brief, datiert auf Pfingsten 1943, an Ewald Vetter schrieb Kollwitz: „Furchtbar ist diese unsere Zeit. Bis zur Unerträglichkeit furchtbar... Einmal wird es wieder ein Pfingsten geben, das Gott und den Menschen wohlgefälliger sein wird.“
Kurz nach Kriegsende hatte Vetter eine Ausstellung im Berliner Zeughaus und war Kurator einer Gemeinschaftsausstellung zusammen mit Käthe Kollwitz im gerade eröffneten Haus am Waldsee (6. Januar bis 10. Februar 1946). Hier wurde auch Kollwitz’ Werk Die Klage ausgestellt. Vetter gehörte zu den Mitbegründern des Hauses am Waldsee. Eine ihm damals angetragene Professur lehnte er ab.
Seine Werke können dem Spätexpressionismus zugeordnet werden. Eine Auswahl von Gemälden befindet sich durch Schenkung von Henriette Schlichting, Lebensgefährtin seiner späten Jahre, aus dem Nachlass des Künstlers in der Berlinischen Galerie. Der Großteil des künstlerischen Nachlasses befindet sich in Privatbesitz.
2019 wurden seine Werke zusammen mit Gemälden von Albert Birkle, Hans Feibusch, Hannah Höch, Rudolf Möller, Bruno Voigt und Willi Sitte im Rahmen einer Ausstellung aus der Sammlung Lothar Treder-Schmidt gezeigt.
Vetters Grab befindet sich auf dem Friedhof Steglitz.

## Ausstellungen (Auswahl)
- 1935: Galerie Nierendorf Berlin-Charlottenburg, später heimlich in Dresden[1]
- 1946: Kollektivausstellung Zeughaus Berlin
- 1946: Haus am Waldseem Berlin-Zehlendorf, Gemeinschaftsausstellung mit Käthe Kollwitz
- 1951: Kunstverein Köln
- 1956, 1959: Rathaus Berlin-Schöneberg
- 1958: Remscheid
- 1973: Bonhöffer-Gemeinde, Berlin-Lankwitz
- 1975: Kunstamt, Berlin-Wedding
- 1981: Heilandskirche, Berlin
- 2019: Museum Schloss Lübben, Lübben